# 3-Mercapto-3-méthylbutan-1-ol
Le 3-mercapto-3-méthylbutan-1-ol ou MMB est un thiol. Le MMB est un produit de dégradation de l'acide aminé félinine, présent dans l'urine des chats et c'est une phéromone du chat. Le MMB est aussi trouvé dans les vins blancs Sauvignon avec les composés analogues 4-mercapto-4-méthylpentan-2-ol et 3-mercaptohexan-1-ol, dans le parfum du café et les fruits de la passion.
Il est utilisé comme additif alimentaire en tant qu'agent de saveur. Il apporte des fragrances de poireau, bouillon de viande, d'oignon pour des produits de boulangerie, des produits carnés, etc.